# Methven (Neuseeland)
Methven ist ein Ort im Ashburton District der Region Canterbury auf der Südinsel von Neuseeland.

## Geographie
Der Ort befindet sich nahe dem Westrand der Canterbury Plains, 35 km nördlich von Ashburton. Durch Methven führt der New Zealand State Highway 77, der den Ort mit Darfield im Nordosten und mit Ashburton im Süden verbindet.

## Geschichte
Einst war der Ort der Endpunkt einer kurzen Nebenbahn der South Island Main Trunk Railway, des Methven Branch, der bei Rakaia abzweigte. Diese Linie verlief von Rakaia durch Lauriston und Lyndhurst nach Methven und wurde in den Jahren von 1880 bis 1976 betrieben.
Methven ist ländliches Dienstleistungszentrum, im Winter vom Skitourismus geprägt und der nächstgelegene Ort zum Skigebiet am Mount Hutt. Daher gibt es eine Reihe von Cafés, Bars, Restaurants und Unterkunftsmöglichkeiten, die vorwiegend im Winter frequentiert werden. Neben dem Skifahren ist das Fahren mit Heißluftballons beliebt.
Methven war in den 1930er Jahren die Heimat von Rajah, Neuseelands erstem Polizeihund. 2007 wurde ihm vor der örtlichen Polizeistation ein Denkmal errichtet.
Methven diente auch als Unterkunftsort der Filmcrew und der Schauspieler bei den Aufnahmen in Edoras im Film Herr der Ringe, die weiter landeinwärts stattfanden.

## Bevölkerung
Zum Zensus des Jahres 2013 zählte der Ort 1707 Einwohner, 22,1 % mehr als zur Volkszählung im Jahr 2006.

## Söhne und Töchter der Stadt
- Keith Thomson (1941–2023), Cricket- und Hockeyspieler
- Lindsay Wilson (* 1948), Ruderer